# Lambert Lindblad
Gustaf Lambert Lindblad, född 21 maj 1855 i Gärdserums socken, död 10 juli 1903 i Maria Magdalena församling i Stockholm, var chef vid Winborgs tekniska fabriker och en välkänd deklamatör. Han gjorde sig främst känd i arbetar- och nykterhetskretsar  men läste även "Nyårsklockan" på Skansen år 1900. Lindblad var en stor beundrare och reciterade gärna Gustaf Fröding som han på detta sätt gjorde populär och känd inom Stockholms arbetarkretsar. Lambert Lindblad är begravd på Sandsborgskyrkogården i Stockholm.